# Francisco Javier Ferraz y Cornel
Francisco Javier Ferraz y Cornel (Benasc, Ribagorça), 2 de desembre de 1776 – Mutxamel, Alacantí, 12 d'octubre de 1850) va ser un militar i polític aragonès, senador i capità general de Catalunya

## Biografia
Nascut en una família infantona, documentada a la Vall de Benasc des del segle xii, era germà de José Ferraz y Cornel, que va ser director general del Tresor i ministre d'Hisenda en 1840; primer germà de Valentín Ferraz y Barrau, tinent general i president del Consell de Ministres, també en 1840, i nebot d'Antonio Cornel y Ferraz, ministre de la Guerra de Carles IV. En 1793 va ingressar a la Guàrdia de Corps, assolí el grau de capità de Dragons en 1800 i participà en la guerra de les Taronges.
En començar la guerra del francès es trobava a Madrid, amb la destinació de secretari de la Inspecció de Cavalleria. Aleshores es trasllada amb el Regiment de Dragons del Rei a Saragossa i participa activament en la seva defensa durant el primer setge, destacant-se especialment el 27 d'agost de 1808 en els camps d'Alfaro, a la baixa Rioja, rescatant les peces d'artilleria que havien caigut a poder de l'enemic. Aquest mateix dia va ser ascendit a tinent coronel, i promogut a coronel graduat, el 14 de setembre següent.
Poc després de començar el segon setge va haver de sortir de Saragossa a la recerca de la Junta Suprema Central, que es trobava a Sevilla, per lliurar per ordre del general Palafox certa documentació compromesa, travessant nombrosos pobles ocupats per l'enemic i creuant Sierra Morena en ple hivern, succés que va portar al publicista Emilio Luna a qualificar-li com el «veritable Miquel Strogoff dels Setges». Es distingiria després en la lluita contra els francesos a Tarifa, Chiclana, Cartagena i Amposta. En memòria i recompensa d'aquesta última acció la Regent Maria Cristina atorgaria en 1895 al seu fill Rafael Ferraz y Canicia di Franchi, diplomàtic, el marquesat d'Amposta.
Fidel a les seves conviccions liberals, va donar suport al pronunciament de Rafael del Riego, sent nomenat governador de Cadis el 19 de març de 1820 i inspector general de la Cavalleria i Dracs poc després, càrrec que exerciria durant el Trienni Liberal. El 10 de juny de 1822 va ser designat Capità General de Catalunya, combatent les partides absolutistes que s'havien alçat al Principat.
Després del restabliment absolutista de 1823, va romandre de baixa en l'exèrcit fins a la mort de Ferran VII d'Espanya, en què va ser reposat de la seva ocupació i salari. Nomenat comandant general de Múrcia, va haver d'afrontar els estralls d'una epidèmia de còlera que va assolar la comarca. Va ascendir a tinent general el 8 d'abril de 1835, amb comandament sobre València i Murcia. Des del 22 de novembre de 1840 fins al 3 de desembre de 1844 va exercir la presidència del Tribunal Suprem de Guerra i Marina, màxim òrgan de la jurisdicció militar amb seu a Madrid.
Va ser senador per la província de Saragossa en les legislatures de 1841 i 1843 i cavaller de les reials ordes de Carles III, Sant Ferran i Sant Hermenegild. El 30 d'octubre de 1849 va ser designat per la reina Isabel II senador vitalici.